# The Beatles (serie animada)
The Beatles es una serie animada con las desventuras de la fantasía y la música de la banda de rock británico The Beatles. Estuvo al aire desde 1965 hasta 1969 en la cadena ABC en los Estados Unidos (solo desde 1965 hasta 1967 fue primera ejecución; transmisiones posteriores fueron repeticiones). La serie debutó el 25 de septiembre de 1965 y terminó el 7 de septiembre de 1969. Un total de 39 episodios fueron producidos. La serie se emitió en las mañanas del sábado a las 10:30 AM hasta el otoño de 1968, cuando se trasladó a las mañanas de domingo. Cada episodio tiene un nombre de una canción de The Beatles, así que la historia se basa en sus letras.

## Vista general de la producción
La serie constaba de una corta e "ingeniosa" historia animada que, básicamente, se contempla la creación de la ilustración visual de canciones de los Beatles que se reproducen en su totalidad. Además, cantan a lo largo de las secuencias con las imágenes más simple complemento de la letra completa de canciones en particular.
También estaba el error de continuidad de vez en cuando. La IMDb afirma que en algunas escenas, el zurdo McCartney fue representado tocando su bajo con su mano derecha.
Los propios miembros de la banda no tenían nada que ver con la producción de la serie más allá de la utilización de sus grabaciones de música. El actor estadounidense Paul Frees hizo las voces de John y George, mientras que Lance Percival (de la serie Carry On) hizo sonar la voz más auténtica de Paul y Ringo.
Inicialmente, el tema de apertura de créditos era un riff de guitarra de «A Hard Day's Night» en «Can't Buy Me Love», sobre una secuencia de dibujos animados de los chicos corriendo por una escalera de incendios, haciéndose eco de una escena de la película A Hard Day's Night. El tema de apertura de la segunda temporada fue «Help!», Mientras que el tema de la tercera temporada fue «And Your Bird Can Sing», sobre una secuencia de dibujos animados diferentes.
La mayoría de los episodios de la serie fueron producidos por Artransa Park Studios en Sídney, Australia, con un puñado de episodios de Hollywood, con un equipo supervisado por el veterano escritor de dibujos de John W. Dunn.

## Representación de los miembros de grupo
Cada figura Beatle era un flojo, en bruto, una descripción exagerada de ellos con John y Paul, con un collar azul menos traje y corbata, mientras que George y Ringo llevaban camisas de color azul marino y azul claro, chaquetas blazer azul, todos ellos vestidos con pantalones largos y coincidentes Beatle Botas.

### John Lennon
John Lennon es descrito como el líder. Tiene los pies separados, las manos en las caderas y posa con sus manos con una extraña expresión del mundo del espectáculo "con un gesto burlón", sobre todo cuando daba órdenes, y es a menudo malicioso - especialmente hacia George y Ringo. Los movimientos de John son descritos como cortos y ligeramente agresivos. Su barbilla es bastante grande, rechoncho y redondeado y sus ojos son más bien pequeños. Cada vez que mira hacia el frente, utiliza una extraña mirada de lado al hablar con alguien y mira hacia otro lado después de dar una orden.
Es muy perezoso y demasiado relajado. Sin embargo, él realmente se preocupa por los miembros del grupo y hará cualquier cosa por ellos.

### Paul McCartney
Paul McCartney se muestra como el segundo al mando, o su "seguidor". Paul es el más preparado y con estilo Beatle. 
Utiliza sus manos, con los dedos separados, para expresarse cuando habla. Él es el único que se emociona cada vez que John sugiere algo. Siempre mira directamente a quien está hablando. Su cara es muy fina, casi femenina, con las cejas anchas y muy separadas y los ojos parcialmente cerrados casi en una expresión de burla-triste y que solo se abrirá totalmente cuando se emociona. Paul se siente como si estuviera a punto de saltar y seguir adelante con lo que está sucediendo. Cuando él está haciendo sus propias sugerencias o comentarios, especialmente los que sugieren travesuras, que cubre hasta por asumir una mirada inocente burla, los ojos y la cabeza inclinada hacia un lado. Cada vez que se emociona pondrá su mano en su boca.
Es "el seguidor de John ", y, como John, es a menudo malicioso y cínico sobre todo hacia George y Ringo. También, como John y Paul usan el humor sarcástico y seco es muy perezoso y demasiado relajado. Paul, junto con Ringo, son solo los Beatles que suenan más cercanos a sus homólogos de la vida real. Él es el zurdo del grupo.

### George Harrison
George Harrison tiene un objetivo más angular, desgarbado y la irónica figura, sobre todo cuando camina. Sus piernas son largas y delgadas (con énfasis en las rodillas, mantiene su aspecto angular). Siempre se inclina en contra de algo, los hombros encogidos, las manos en el bolsillo, las piernas cruzadas. También es de la misma altura que Paul. Tiene una sonrisa torcida y casi siempre da la impresión de que tiene el ceño fruncido, debido a que sus cejas se vuelven cada vez más gruesas a medida que llegan a su nariz. El mentón es largo y delgado, con mejillas hundidas, y su nariz es alta y delgada. Nunca mira a quien está hablando y cierra los ojos durante períodos cortos cuando habla. Usa las expresiones faciales para expresarse.
A menudo utiliza el humor ingenioso y sucumbe a la presión de grupo. George es el único Beatle con un acento diverso que realmente no encaja con cualquier acento en particular. George ha demostrado ser fascinado con las diversas culturas y de vez en cuando es supersticioso. Él y Ringo casi siempre están hechos para hacer el trabajo de John y Paul, como en el episodio Do You Want to Know a Secret que fueron los únicos en llevar el equipaje de las bandas a su casa de veraneo. Se preocupa mucho por los miembros del grupo y les ayudará cuando lo necesitan.

### Ringo Starr
Ringo Starr es el Beatle más simpático, ingenuo y tonto. Además del más tranquilo, apacible, menos agresivo, inocente y amable. La nariz de Ringo y sus ojos son algunas de sus características más destacadas, junto con su marca más profunda, la risa tonta. Su rostro por lo general tiene una expresión triste con el labio superior que sobresale en una línea ondulada. Sonríe mucho, pero cuando lo hace no tiene un aspecto de curiosidad o tristeza en su rostro. Normalmente, las expresiones de Ringo y su humor son inexpresivos, pero cuando se requiere la expresión, la posición de los ojos (los ojos de arco) se usan para hacer su expresión ridícula cada vez que se ríe. 
Es el Beatle más pequeño. Su cuello es fino y disminuye a medida que alcanza la base, con el mentón pequeño. Sus pies, piernas y rodillas, brazos y manos se mueven libremente.
A menudo sacude la cabeza con una expresión graciosa cuando toca los tambores. Se lleva mejor con George y, al igual que él, muestra interés en diversas culturas, y a menudo hacen juegos de palabras y chistes.
Es a menudo el blanco de las bromas, o simplemente tiene mala suerte.

## Lista de episodios

### Temporada 1 (1965/1966)
1. «A Hard Day's Night» / «I Want To Hold Your Hand»:
Los Beatles tratan de ensayar en Transilvania, luego entran un castillo vacío, pero se encuentran con criaturas de la noche quen son fanes suyos (canción del episodio A Hard Day's) fanes y para eso están a bordo de un submarino donde se encuentran con un pulpo enamorado (canción del episodio I Want To Hold Your Hand.) 
2. «Do You Want to Know a Secret» / «If I Fell»: Los Beatles van de vacaciones a Dublín, Irlanda donde se encuentran con un duende llamado Willomena.John es secuestrado por un científico que quiere usar su cerebro para hacer su monstruosa creación.
3. «Please Mister Postman» / «Devil in Her Heart»: Ringo pierde 15 anillos que compró con todo el dinero de los Beatles, y están esperando un telegrama de su mánager Brian Epstein por más dinero; Ringo se pasea por los bosques de Transilvania, donde conoce a una bruja que quiere un marido. 
4. «Not a Second Time» / «Slow Down»: Los Beatles viajan a África mientras intentaban huir de sus fanes, pero tres niñas mantienen su rumbo, más tarde se encuentran unos cocodrilos. Los Beatles están en el camino a la ciudad Ringo Ravene (el nombre de Ringo), hasta que encuentran un burro con el nombre "Nariz de Oro" que huele el oro.
5. «Baby's in Black» / «Misery»: Paul es secuestrado por un Profesor que quiere que se case con su creación Vampiress, pero el profesor resulta ser un mánager y vampiress una cantante. 
Los Beatles van a un museo de cera donde un vampiro los sigue.
6. «You Really Got a Hold on Me» / «Chains»: En África, Ringo le pregunta a un fabricante de medicamentos llamado Jack para ayudar a reparar el pinchazo del neumático del auto de los Beatles. Ringo se golpea la cabeza y sueña que él es el capitán Bligh y los otros Beatles ponen a prueba a bordo de la nave. 
7. «I'll Get You» / «Honey Don't»: The Beatles van a África y luego se encuentran con Alan Watermain que los lleva de cacería; Ringo es confundido con un jinete de toros y lo hacen montar un toro llamado "Honey". 
8. «Any Time at All» / «Twist and Shout»: Los Beatles se imaginan a sí mismos como los tres mosqueteros (más Ringo) mientras que están en una gira de un museo en Francia. Los Beatles asisten a una exhibición de arte donde una artista trata de ser como los otros artistas. 
9. «Little Child» / «I'll Be Back : Una niña india quiere demostrar que las niñas son tan buenas como los niños atrapando, los Beatles presa.
El alcalde de Texas da a Ringo una guitarra de oro como regalo, que luego tres ladrones tratan de robársela.
10. «Long Tall Sally» / «I'll Cry Instead»: Los Beatles están en un castillo por la noche durante una niebla. John y Ringo visten par de armaduras malditas y empiezan a luchar unos contra otros.
Después de firmar demasiados autógrafos en Japón, la mano de George se hincha y se sufre "autografitis". Sus compañeros lo llevan a un médico, pero terminan en una clase de karate por error. 
11. «I'll Follow the Sun» / «When I Get Home»: El auto de Los Beatles se rompe y son capturados por un salteador de caminos, que pasa a ser un hombre de reparación de automóviles; Los Beatles exploran la Catedral de Notre Dame en Francia, donde más tarde se reunirán con el jorobado Quasimoto.
12. «Everybody's Trying to Be My Baby» / «I Should Have Known Better»: Los Beatles, por pasar la noche en un templo en Japón durante una tormenta, se confunden con ancestros japoneses. Los Beatles se encuentra en Roma tratando de encontrar un teatro para ensayar. Su última opción es el Coliseo.
13. «I'm a Loser» / «I Wanna Be Your Man»: En Hollywood, Ringo se contrató como especialista y termina en el hospital después de ser pulverizado en muchas escenas.En Roma, Los Beatles compran una estatua de la diosa de la Música a partir de robo las monedas de oro fundidas y esculpidas.
14. «Don't Bother Me» / «No Reply»: Los Beatles son seguidos por un par de espías, todos ellos después de su repertorio.
En Japón, los Beatles se les advierte sobre un ladrón de joyas llamado Anyface que viene disfrazado como Paul, que causa doble problema.
15. «I'm Happy Just to Dance With You» / «Mr. Moonlight»: Los Beatles están en un festival romano, donde Paul gana un oso bailarín llamado Bonnie.
The Beatles deben cumplir la misión con el profesor Ludwig Von Brilliant que está en una misión para ver un eclipse de la luna. 
16. «Can't Buy Me Love» / «It Won't Be Long»: A John se le da un anillo de la amistad del jefe de la tribu, lo que significa que tiene que casarse con la hija del jefe. John va a nadar en un estanque con la reducción poción en él y se redujo. Los otros Beatles creen que Jhon es un muñeco y lo persigen. 
17. «Anna» / «I Don't Want to Spoil the Party»: En Japón, Paul se atrajo a un buque fantasma llamado "Anna". Los otros Beatles van al rescate antes de que se podría perder para siempre a Paul. Paul, George y Ringo se escabullen de John y van al Greenwich Village, algo más de diversión en lugar de ir a un museo. 
18. «Matchbox» / «Thank You Girl»: John compra de un remolque para el grupo, más tarde se encuentran con un grupo de nativos que están escapando de un volcán. The Beatles se escapan hacia una escuela de cocina. 
19. «From Me To You» / «Boys»: En Hawái, un surfista llamado Surf Wolf reta a George a un duelo de surf.
The Beatles participan en un concurso de Mr. Hollywood en California. 
20. «Dizzy Miss Lizzy» / «I Saw Her Standing There»: George participa en un concurso de hielo
John y Paul visitan un restaurante en Madrid donde, John se enamora de Rosita, y su novio Juan José lo desafía a duelo.
21. «What You're Doing» / «Money (That's What I Want) : The Beatles están en un viaje de pesca, y Ringo tropieza con los gitanos, uno de ellos se enamora de Ringo y quiere casarse con él luego George entra como una mujer que dijo que está comprometido con Ringo para que vuelva. John y Ringo se ponen a cargo de mantener su dinero seguro en el bolsillo de su chaqueta. Más tarde, Ringo está siendo seguido por un hombre misterioso. 
22. «Komm Gib Mir Deine Hand» / «She Loves You»: La misión de The Beatles es subir una montaña con el perro Gunthar que soporta su propia bandera en la parte superior. The Beatles están a punto de rescatar a una niña que ellos piensan que es mantenido como prisionero en un buque. Como resultado, su novio llega a su defensa con cuchillos. 
23. «Bad Boy» / «Tell Me Why»: Un niño llamado Hans planea huir de casa y ser un Beatle. Los Fab Four ejecutan plan después de Hans para traerlo de vuelta con su música (Paul es por alguna razón está usando la mano derecha). Ringo es el jinete de un burro que puede funcionar como un caballo cada vez que escucha música a alto volumen. 
24. «I Feel Fine» / «Hold Me Tight»: Paul piensa que Hollywood es una farsa. El actor Dick Dashing quiere probar que Paul está equivocado al ponerlo en algunas escenas de películas diferentes. George y Ringo visitan la Estatua de la Libertad hasta que hayan visto a un hombre con un paquete que ellos piensan que es una bomba. 
25. «Please Please Me» / «There's a Place»: En Madrid, un toro llamado El Paco es eliminado, y los Beatles deciden ayudar a cabo con la corrida de toros con Ringo como el matador, y John y Paul como el toro, la simpatía de Jhon ayuda a un mono educado llamado Mr. Marvelous escapar de los estudios de televisión y salir a explorar el mundo exterior. 
26. «Roll Over Beethoven» / «Rock and Roll Music»: The Beatles están en su camino a casa después de visitar Nueva York hasta que Paul encuentra a un elefante llamado Beethoven. Los Beatles son invitados a tocar en el Palacio del Duque, pero se equivocan de una cadena cuarteto.

### Temporada 2
27. «Eight Days a Week» / «I'm Looking Through You»: Un gran amante de la película llamado Lips Lovelace pierde su capacidad para besar. Paul decide tomar su lugar en el estudio con un protagonista que se enamora de él. The Beatles se encuentran en Egipto, están dando vueltas en la pirámide hasta que Ringo se encuentra con un fantasma que quiere un cuerpo, y elige a Ringo. 
28. «Help!» / «We Can Work It Out»: Paul y Ringo van a un desfile de moda en París, más tarde, los diseños son robados por Jaque Le cremalleram Paul persigue a Jaque a la Torre Eiffel, y tiene problemas con las alturas, George se convierte en superstición. The Beatles se encuentran con el Asistente de suerte que es en realidad un estafador tratando de darles mala suerte y robar su dinero. 
29. «I'm Down» / «Run For Your Life»: The Beatles están en una gira en una fábrica de vino, donde Ringo golpea accidentalmente por una cuba de vino. Si no se fijan en dos horas, la fábrica va a quedar fuera del negocio; The Beatles están en una gira en el Palacio de Versalles. Ringo es eliminado por una estatua, y los sueños de los días de María Antonieta.
30. «Drive My Car» / «Tell Me What You See»: The Beatles ayudan a un joven y a su novia obtener su carcacha vieja que se ejecuta en una carrera de coches. Durante su visita a "el hombre de las mil caras", The Beatles por ahí con su equipo de maquillaje y el cambio en caracteres diferentes. (Puedes buscar Jimmy Durante y Swee'Pea de "Popeye" en ella) 
31. «I Call Your Name» / «The Word»: Ringo a dejar a su mascota rana Bartolomé en el pantano. Más tarde, un productor de la película ofrece un acuerdo de filmar a Ringo y la rana, y los Beatles se lanzaron a buscar a Bartolomé (George Harrison es una breve visita de juego zurdos en una escena). The Beatles están siendo castigados después de mirar a las niñas "presentado caras", La única manera de salir de la situación es decir, la contraseña: el amor.
32. «All My Loving» / «Day Tripper»: The Beatles están en la India, donde aprenden cómo el encanto de un animal. Cuando el animal se revela como un tigre, que utilizan la música para domar cuando está a punto de garra, John y Ringo. The Beatles disfrutan de un viaje al espacio con una hermosa mujer que es realmente un extranjero llevándolos en un viaje de ida de la Tierra. 
33. «Nowhere Man» / «Paperback Writer»: El paseo Beatles en una cueva para explorar algunos de que es un hogar de un ermitaño que quiere estar solo, se trata de deshacerse de ellos, pero no hubo suerte. Cada uno de los Beatles escriben historias de ficción de cómo se conocieron con Ringo como actor de teatro, a Paul como un científico, George como agente secreto, y John como un piloto de guerra.

### Temporada 3
34. «Penny Lane» / «Strawberry Fields»: The Beatles están celosos de un detective llamado James Blonde que recibe más atención de muchas mujeres, por lo que el plan para dejar de algunos ladrones de robar a Penny Lane, para que puedan ser héroes. La música de los Beatles es utilizada para agregar color y la felicidad a los niños en un orfanato.
35. «And Your Bird Can Sing» / «Got To Get You Into My Life»: The Beatles y un par de cazadores de caza de un ave rara, llamada verde cruzado tropicales woosted que puede cantar cualquier cosa. Los Beatles están en la India, aprendiendo a escapar de la sus cuerpos. Funciona, pero el problema es que los cuerpos de las almas se mueven por sí mismos, y deben conseguir antes de que sea demasiado tarde. 
36. «Good Day Sunshine» / «Ticket To Ride»: Ringo cree que tiene mala suerte, ya que cuando los Beatles llegan a Isla Carney, empieza a llover. Sin embargo, su música vuelve un día de lluvia en un día soleado de nuevo, y Ringo se hace feliz. The Beatles tienen cada uno su propia afición, Ringo es la captura de aves: un término de Inglés para las niñas, Paul evita el único que Ringo capture, y corre tras ella. 
37. «Taxman» / «Eleanor Rigby»: The Beatles tras ser noqueado en el ejercicio de toneladas de dinero al banco, y soñar con el día de Robin Hood. Un grupo de niños afirman que una anciana llamada Eleanor Rigby es una bruja y le dicen a los niños la verdadera historia Eleanor como una canción.
38. «Tomorrow Never Knows» / «I've Just Seen a Face»: La caída de los Beatles en un pozo y terminar en el mundo interior con los nativos extranjeros. Ringo pierde su voz, para el tratamiento, sus tres compañeros envían a Ringo a una casa embrujada para ajustar a su voz de nuevo. 
39. «Wait» / «I'm Only Sleeping»: El Príncipe de la novia de Krapotkin está en grave peligro, The Beatles le ayudaran a salvarla del primer ministro, quien quiere casarse con ella. John se queda dormido mientras le contaba una historia a un par de niños, En su sueño, los voluntarios para ayudar a King Arthur y Merlin matar a un dragón vicioso.